# Siergiej Alimżanow
Siergiej Alimżanow (kaz. Сергей Алимжанов, trl. Sergej Alimžanov; ur. 27 czerwca 1966) – kazachski judoka. Olimpijczyk z Atlanty 1996, gdzie zajął trzynaste miejsce w wadze średniej
Uczestnik mistrzostw świata w 1993 i 1995. Startował w Pucharze Świata w 1995 i 1996. Wicemistrz igrzysk azjatyckich w 1994. Zdobył dwa medale na mistrzostwach Azji.

## Letnie Igrzyska Olimpijskie 1996
| Konkurencja | Eliminacje            | Repasaże              | Klas. końcowa |
| Konkurencja | Przeciwnik I          | Przeciwnik I          | Miejsce       |
| ----------- | --------------------- | --------------------- | ------------- |
| 86 kg       | Marko Spittka (GER) P | Edelmar Zanol (BRA) P | 13.           |